# Orde van de Confederatie van Bar

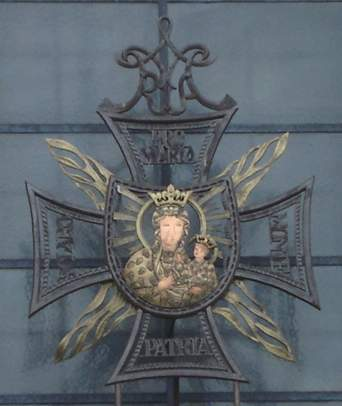
Afbeelding van het kruis op een hek van het klooster Jasna Gora

De Orde van de Confederatie van Bar (Pools: Order Konfederacja barska) was een in 1771 ingestelde ridderorde. De orde was ingesteld door een "szlachta", een liga van Poolse edelen. Zij verzetten zich tegen in de jaren 1768–1772 tegen de groeiende overheersing door Pruisen, Oostenrijk en vooral Rusland.
In de schatkamer van het klooster Jasnogórskiego is een kruis bewaard gebleven waarop op de armen de Latijnse inscriptie "PRO FIDE ET MARIA PRO LEGE ET PATRIA" (Nederlands: "voor het geloof en Maria, voor recht en vaderland") staat. In het centrale medaillon zijn Madonna en Kind geschilderd met op de ring de woorden "MARIA * VICTPIX * HOSTIUM ".
Op de keerzijde staat in het Pools "Kazimierz Pułaski, Marszałek łomżyński, dał nagrodę dobrze zasłużonym na Jasnej Górze dnia 2 lutego 1771". (Nederlands: "Kazimierz Pulaski, maarschalk van łomża, gaf deze welverdiende beloning bij Jasna Góra op 2 februari 1771"). In het midden van het kruis is op de keerzijde een wit geëmailleerde adelaar, als in het wapen van Polen, afgebeeld met daaromheen de opdracht "IN HOC SIGNO VINCES (Nederlands: "in dit teken zult u overwinnen"). De Poolse Wiki noemt als inscriptie "BENE MER IN CL / MONTE 2 D FE / 1771 , CAS POOL - op de bovenarm en MAR Lomza - op de rechterschouder van het kruis en TRIB Prae / premie - op de onderarm.
In de armen van het kruis zijn vier gouden vlammen gelegd. Boven het kruis is een verhoging in de vorm van een monogram aangebracht.
De orde heeft voor zover bekend nooit officiële statuten gekend. De opstand van de confederatie verliep niet succesvol. Ook het instellen van een onderscheiding of ridderorde zal daarom moeizaam zijn verlopen.
Over de orde en het kruis wordt getwist. Er zijn drie gepubliceerde hypothesen.
- Het is het speciaal voor de aanvoerder van de szlachta, Maarschalk Pulaski, vervaardigd insigne. De bondgenoten droegen allen een dergelijk kenteken.[3]
- Het is een onderscheiding of ridderorde voor dappere soldaten.[4]
- Het is een onderscheiding of ridderorde voor dappere soldaten, in dit geval in bijzonder prachtige vorm speciaal voor Maarschalk Pulaski vervaardigd.[5]

De vorm van het kruis van de Orde van de Confederatie van Bar vinden we later terug bij de in 1`791 ingestelde Virtuti Militari, een hoge militaire onderscheiding van Polen.